# Obesity Surgery
Obesity Surgery è una rivista medica mensile sottoposta a revisione paritaria, che si occupa di chirurgia bariatrica. È stata fondata nel 1991 ed è pubblicata da Springer Science+Business Media. È la rivista ufficiale della Federazione internazionale per la chirurgia dell'obesità e dei disturbi metabolici. Vengono pubblicati lavori che trattano le tecniche chirurgiche e laparoscopiche per il trattamento dell'obesità.
Il caporedattore è Scott Shikora (Brigham and Women's Hospital).
Secondo il Journal Citation Reports, nel 2015 la rivista ha ricevuto un fattore di impatto pari a 3,346. Secondo Web of Science, al 2024 il fattore di impatti era pari a 2,9 e la rivista si posizionava nel primo quartile della categoria "Chirurgia".

## Articoli notevoli
Esempi interni a Wikipedia
- M. Korenkov, Is Routine Preoperative Upper Endoscopy in Gastric Banding Patients Really Necessary?, in Obesity Surgery, 16(1), 2006,  pp. 45-47. URL consultato il 22 febbraio 2012. (bendaggio gastrico)
- (EN) Juliana Deh Carvalho Machado, Camila Scalassara Campos, Carolina Lopes Dah Silva, Vivian Miguel Marques Suen, Carla Barbosa Nonino-Borges, José Ernesto Dos Santos, Reginaldo Ceneviva e Júlio Sérgio Marchini, Intestinal bacterial overgrowth after Roux-en-Y gastric bypass (abstract), in Obesity surgery, vol. 18, n. 1, gennaio 2008,  pp. 139-43, DOI:10.1007/s11695-007-9365-y, PMID 18080824. URL consultato il 1º giugno 2016. (sindrome da iperproliferazione batterica)
- Ronna Saunders, "Grazing": A High-Risk Behavior, in Obesity Surgery, vol. 14, 1º gennaio 2004,  pp. 98–102, DOI:10.1381/096089204772787374. URL consultato il 27 ottobre 2014. (dipendenza dal cibo)